# Ensign Records
Ensign Records — лейбл звукозаписи, основанный в 1976 году Найджелом Грэйнджем и Крисом Хиллом, как независимый филиал Phonogram Records. Первого успеха лейбл добился с The Boomtown Rats в 1977—1978 году, затем основной звездой его стала Шинед О'Коннор. В недрах Ensign зародилось брит-фанк-движение, когда лейбл стал выпускать пластинки таких исполнителей, как Эдди Грант, Light of the World, Beggar & Co., Incognito.
В 1983 году Грэйндж продал контракт и бэк-каталог The Boomtown Rats компании Phonogram и получил в обмен полную независимость. В 1984 году он продал свой лейбл компании Chrysalis Records. Когда EMI купила Chrysalis в 1991 году Грэйндж решил уйти из предприятия, им основанного.
В настоящее время Ensign не функционирует, но формально существует как часть компании 20th Century Fox.

## Список исполнителей
- The Boomtown Rats
- Danny Williams
- Shampoo
- Flash & The Pan
- Mascara
- Light Of The World
- Eddy Grant
- Hudson People
- Bette Noir
- Roy Sundholm
- Mobster
- Waterboys
- Slow Children
- The Blue Aeroplanes
- Claudja Barry
- BSM
- Black Slate
- Incognito
- Sho Nuff
- David Bendeth
- Beggar & Co.
- Ray Carless
- Eugene Paul
- Tee Mac
- Galaxy
- Ballistic Kisses
- Jay W. McGee
- Bonk
- Phil Fearon
- Buffy Sainte-Marie
- Chant Of Barry Flynn
- One Blood
- Mercy, Mercy
- World Party
- Sinéad O’Connor
- Tony Stone
- Stump
- Jazz & The Brothers Grimm
- Boo Hewerdine & Darden Smith
- Into Paradise